# Uzjhorod
Uzjhorod (ukrainsk og russisk: Ужгород, tr. Uzjhorod) er en by i det vestlige Ukraine på grænsen til Slovakiet og tæt på grænsen til Ungarn. Uzjhorod er hovedby i Zakarpatska oblast og har 115.449 (2022) indbyggere. Navnet stammer fra floden Uzj, der løber tværs gennem byen.

## Historie
Byens oprindelse daterer sig tilbage til 9. århundrede, hvor slaver udvidede en borg til en egentlig bydannelse. I 903 blev byen indtaget af ungarske stammer, og under disse voksede byen, indtil den blev brændt ned af tatarer i midten af det 13. århundrede. I det følgende århundrede kom ungarerne tilbage, og byen voksede sig snart større, end den havde været før nedbrændingen.
Efter 1. verdenskrig blev byen en del af Tjekkoslovakiet, og byen blomstrede i mellemkrigstiden. Den blev givet tilbage til Ungarn kort inden 2. verdenskrig, hvor den hurtigt blev besat af tyskerne. Dette gik hårdt ud over den relativt store jødiske befolkningsgruppe i byen, der i første omgang blev interneret lokalt, men senere sendt til Auschwitz. I 1944 kom sovjetiske tropper til byen, der blev befriet og efter krigen en del af Sovjetunionen. Med denne nations opløsning i 1990 blev byen en del af Ukraine.

## Demografi
Uzjhorod har et anslået befolkningstal på 115.449 (2022) indbyggere.
Byens befolkning blev opgjort ved en folketælling i 2001, og da bestod den af 77,8% ukrainere, 9,6% russere, 6,9% ungarere, 2,2% slovakere og 1,5% romaer.